# The Merchant of Venice (film 1947)
The Merchant of Venice è un film per la televisione diretto da George More O'Ferrall. 
Si tratta di una ripresa in diretta dell'opera teatrale di Shakespeare. Durante la diretta televisiva l'attore Robert Adams, che interpretava il ruolo del "Principe del Marocco" si dimenticò una delle sue battute e preso dal panico svenne in scena.

## Trama
A Venezia, Shylock chiede una libbra della carne di Antonio se costui, suo debitore non riuscirà a ripagargli un debito di cui si era fatto garante per Bassanio. Antonio accetta il patto ma, al momento del pagamento, non riesce a restituire il denaro. Davanti al Doge, a difendere Antonio si presenta Baldassarre, un avvocato che è, in realtà, Porzia, la moglie di Bassanio, travestitasi così all'insaputa di tutti. Porzia riesce a risolvere la causa facendo notare che se Shylock vorrà avere a tutti i costi la libbra di carne, potrà averla ma senza versare neanche una goccia di sangue di un cristiano. In caso contrario, sarà condannato a morte e i suoi beni confiscati. Abbandonato anche dalla figlia Jessica, Shylock cede.

## Produzione
Il film fu prodotto nel Regno Unito dalla British Broadcasting Corporation (BBC).

## Distribuzione
Lo spettacolo fu trasmesso in diretta dalla British Broadcasting Corporation (BBC) nel Regno Unito il 1 e il 3 luglio 1947.